# Palloseura Kemi Kings
Il Palloseura Kemi Kings è stata una società calcistica finlandese con sede nella città di Kemi. Dal 2016 al 2018 ha disputato tre stagioni in consecutive in Veikkausliiga, la massima serie nazionale.

## Storia
Il club è stato fondato il 21 ottobre 1999. La squadra è il risultato della fusione tra Kemin Palloseura (KePS), Kemin Pallotoverit-85 (KPT-85) e Visan Pallo, società che hanno poi continuato la loro attività a livello giovanile. Partecipanti alla Kakkonen, terzo livello del campionato finlandese di calcio, a partire dal 2001, i Palloseura Kemi Kings sono stati promossi per la prima volta nella Ykkönen al termine della stagione 2007.
La formazione di Kemi è retrocessa in Kakkonen alla fine del campionato 2011. Dopo altre tre stagioni nel terzo livello nazionale, i Palloseura Kemi Kings sono ritornati nella Ykkönen in vista del campionato 2015. La stagione 2015 ha visto i Palloseura Kemi Kings vincere la e venire promossi per la prima volta nella loro storia in Veikkausliiga, la massima serie del campionato finlandese. Dopo tre stagioni consecutive in massima serie, nel 2018 ha concluso il campionato all'ultimo posto, con soli 24 punti conquistati (6 vittorie e 6 pareggi in 33 gare) ed è retrocesso in Ykkönen.
A fine novembre 2018, a causa della difficile situazione economica, la società ha rinunciato alla licenza di partecipazione al campionato di Ykkönen, facendo richiesta di ammissione al campionato di Kakkonen, terza serie nazionale. Nel febbraio 2019 il persistere dei problemi economici ha costretto la PS Kemi Oy a chiudere le attività, rinunciando anche alla partecipazione al campionato di Kakkonen. Per la stagione 2019 la squadra viene fatta ripartire dal campionato di Kolmonen, quarto livello nazionale, nel girone Pohjois-Suomi, nel quale militava la PS Kemi Akatemia.

## Palmarès
- Ykkönen: 1

2015
- Kakkonen: 4

2003, 2007, 2013, 2014

## Statistiche e record

### Partecipazione ai campionati
| Livello | Categoria     | Partecipazioni | Debutto | Ultima stagione | Totale |
| ------- | ------------- | -------------- | ------- | --------------- | ------ |
| 1º      | Veikkausliiga | 3              | 2016    | 2018            | 3      |
| 2º      | Ykkönen       | 5              | 2008    | 2015            | 5      |
| 3º      | Kakkonen      | 10             | 2001    | 2014            | 10     |
| 4º      | Kolmonen      | 1              | 2019    | 2019            | 1      |